# EVE: The Second Genesis Collectible Card Game
EVE: The Second Genesis (kurz EVE:TSG) war ein Sammelkartenspiel von CCP Games basierend auf dem Weltraum-MMORPG EVE Online ebenfalls von CCP Games. Das Spiel wurde an der GenCon Indy im August 2006 vorgestellt und im folgenden Oktober offiziell veröffentlicht. Das Spiel besteht aus einem Grundset Core Set von 240 Karten und einem Erweiterungsset The Exile.
Das Spiel ist offiziell nicht eingestellt, allerdings gibt es keine Entwicklung mehr an dem Spiel. Die offizielle Webseite leitet einen kommentarlos auf die normale EVE Online Seite weiter. Das Forum für das Kartenspiel wurde gelöscht und ist nicht mehr erreichbar.

## Spielprinzip
In EVE: The Second Genesis übernehmen zwei oder mehr Spieler die Rolle des CEO eines interstellaren Unternehmens und versuchen die Sternenbasis ihrer Konkurrenten zu zerstören. Durch einige spezielle Karten eröffnen sich dem Spieler auch alternative Sieg-Bedingungen.
Die Karten repräsentieren neben der Sternenbasis auch weitere Elemente wie Weltraum-Regionen, Asteroiden, Monde, Planeten, Raumschiffe, Anlagen in der Sternenbasis und News. Einige dieser Karten erzeugen ein Einkommen in ISK (Spielwährung), welches gespart oder gleich ausgegeben wird, um weitere Karten ins Spiel zu bringen.
Besonders Weltraum-Regionen, Asteroiden, Monde und Planeten wechseln im Verlauf des Spieles die Kontrolle von einem Spieler zum anderen, wobei die Boni und auch Mali jeweils dem kontrollierenden Spieler zur Verfügung stehen und nicht dem eigentlichen Besitzer der Karte. Zusammen mit den speziellen Kommandos für Raumschiffe wie Hinterhalt oder Patrouille resultiert daraus ein sehr vielseitiges und strategisches Spielprinzip und bietet vor allem beim Selbst-zusammenstellen von Decks viele Möglichkeiten.

## Karten

### Seltenheit
Karten existieren in vier Seltenheitsgruppen: Regionen (engl. Region) gewöhnlich (engl. Common), ungewöhnlich (engl. Uncommon) und selten (engl. Rare). Regionen und seltene Karten haben eine Seltenheit von 1:15, ungewöhnliche Karten eine von 1:5 und gewöhnliche eine von 2:3.
Jede Karte existiert auch als so genannte 'Foil' Karte (offiziell 'Premium Card'), welche nur in den Booster-Packs zu finden ist. Die Wahrscheinlichkeit eine Foil-Karte zu erhalten liegt bei 1:30, wobei die Verteilung zwischen den Seltenheitsgruppen der gleichen Verteilung folgt wie bei normalen Karten.

### Editionen
Derzeit existiert erst eine Edition. Eine erste Erweiterung ist in Entwicklung. Geplant sind 2 Erweiterungen pro Jahr.
- Core Set (2006): Enthält 240 Karten und bietet eine ausgeglichene Auswahl für alle vier Rassen in EVE.
- The Exiled (2007): Enthält 160 Karten und erschien am 29. August 2007. Die Thematik der Erweiterung umfasst Piraten, CONCORD (die Weltraum Polizei in EVE) und der Kampf um 'Outer Regions'.

### Verkauf
Verkauft wurde das Spiel durch verschiedene lokale Geschäfte oder Online-Shops. Zur Auswahl standen dabei:
- die beiden Starter Decks mit je zwei fix zusammengestellten Decks à 55 Karten
- die Booster-Packs à 15 Karten
- die Booster-Displays à 24 Booster-Packs

Die Starterdecks sind besonders für Einsteiger interessant, da sie für relativ wenig Geld (vergleichbar mit anderen Kartenspielen) ein ausgeglichenes Spiel bieten. Doch auch für Besitzer größerer Kartenmengen können sie noch attraktiv sein, da sie ein komplettes Set der sonst eher seltenen Regionen und Sternenbasen enthalten und auch eine gute Anzahl so genannter Butterbrotkarten (nicht übermäßig mächtig aber doch nützlich genug um in den meisten Deck benutzt zu werden) beinhalten.
Alle Versionen werden nicht mehr vertrieben.

## Spielmechanik

### Kartentypen
Das Spiel beinhaltet sechs verschiedene Kartentypen. Da das Spiel derzeit nur in englischer Sprache existiert, werden hier der Einfachheit halber die Originalbegriffe verwendet.
- Starbase – Dies ist die wichtigste Karte des Spieles: Wird die Sternenbasis zerstört hat der Spieler verloren. Jede Sternenbasis repräsentiert auch eine Weltraumregion und besitzt drei Attribute: Schildstärke, Einkommen pro Runde und Anzahl der Locations, die in diese Weltraumregion gespielt werden dürfen. Jede Sternenbasis kann im Verlauf des Spiels einmal aufgerüstet werden. Dadurch verändern sich ihre Attribute und sie erhält eine spezielle Fähigkeit.
- Outer Region – Eine äußere Weltraumregion bietet dem Spieler, der sie kontrolliert, zusätzliches Einkommen und Zugang zu einer speziellen Fähigkeit. Bestimmte Locations können nur in äußeren Regionen gespielt werden.
- Location – Jede Location erzeugt ein bestimmtes Grundeinkommen für den Spieler, der die Region kontrolliert, in der sich die Location befindet. Darüber hinaus besitzen einige Locations einen Mineralienwert oder haben eine spezielle Auswirkung auf die Region oder sogar das ganze Spiel.
- Starbase Structure – Jede Sternenbasis kann mit zusätzlichen Anlagen verbessert und modifiziert werden. Diese Anlagen verändern die Schildstärke oder das Einkommen der Sternenbasis und bieten Zugang zu speziellen Fähigkeiten.
- Starship – Raumschiffe bilden den Hauptteil der meisten traditionellen Decks. Mit ihnen erobert und besetzt der Spieler Weltraumregionen, baut Mineralien von Locations ab für zusätzliches Einkommen und bekämpft andere Schiffe und Sternenbasen. Jedes Raumschiff hat eine Schildstärke und eine Angriffsstärke. Viele von ihnen haben spezielle Fähigkeiten oder Kommandos mit denen auf das Spielgeschehen weiter Einfluss genommen werden kann.
- News – Als einzige Karte, die auch während des Zuges eines anderen Spielers gespielt werden darf, fällt diesem Kartentyp eine spezielle Bedeutung zu. Der Effekt einer News tritt sofort ein und kann unter Umständen mehrere Runden andauern.

### Einkommen
In jeder Runde erhält der Spieler ein Einkommen in der Spielwährung ISK. Dieses kann er im gleichen Zug wieder ausgeben, um Karten ins Spiel zu bringen oder auch ganz oder teilweise aufsparen, um sich in folgenden Zügen eine größere Investition zu leisten.
Einkommen erhält man primär durch die Kontrolle von Regionen und der sich darin befindenden Locations sowie dem Abbau der Mineralien und dem Handel mit Hilfe spezieller Kommandos. Des Weiteren haben verschiedene Karten spezielle Fähigkeiten die weiteres Einkommen produzieren können.

### Regionen
Regionen sind ein wichtiges strategisches Element von EVE. Dadurch, dass sie (zusammen mit ihren Fähigkeiten und denen ihrer Locations) erobert, aber auch wieder verloren werden können, gilt ihnen besondere Aufmerksamkeit.
Speziell sind sie auch in der Weise, wie sie ins Spiel eingebracht werden. Anstatt sie wie die übrigen Karten ins Deck zu mischen, bilden sie einen separaten Stapel, von wo sie gezielt gespielt werden können.

### Kommandos
Viele Raumschiffe sind mit Kommandos ausgestattet die, wenn aktiviert, dem Raumschiff besondere Funktionen ermöglichen. Jedes Kommando hat auch eine Kommandostärke die besagt, wie gut das Raumschiff in jener Funktion ist.
- Ambush – Das Schiff bildet einen Hinterhalt. Wird die Region, in der sich das Schiff befindet, angegriffen, kann es noch vor dem eigentlichen Kampf Schäden an der angreifenden Flotte verursachen.
- Haul – Das Schiff unterstützt verbündete Schiffe in dieser Region beim Abbau von Mineralien.
- Mining – Das Schiff baut Mineralien von einer Location ab und erzeugt damit zusätzliches Einkommen.
- Patrol – Das Schiff patrouilliert in der Region und kann angreifende Schiffe zwingen, das patrouillierende Schiff anzugreifen anstatt eines anderen.
- Trade – Das Schiff handelt mit fiktiven anderen Schiffen und erzeugt dadurch zusätzliches Einkommen.

## Spielverlauf

### Aufbau
Jeder Spieler legt seine Sternenbasis vor sich hin und bildet je einen verdeckten Stapel mit seinen Äußeren Regionen und seinen übrigen Spielkarten. Danach wird entschieden welcher Spieler das Spiel beginnt.
Jeder Spieler zieht nun sieben Karten von seinem Zugstapel und darf eine beliebige Anzahl davon wieder zurücklegen. Danach wird der Zugstapel nochmals gemischt und die Spieler ziehen auf sieben Handkarten nach.

### Spielzug
1. Setup Phase
  1. Duration Step – Alle News des welche für mehrere Runden im Spiel bleiben, werden in ihrer Dauer um eins reduziert. Dies wird angezeigt, indem die Karten im Uhrzeigersinn um 90° rotiert werden, bis die Karte die Dauer Null erreicht hat.
  2. Assembly Step – Alle Raumschiffe des Spielers, welche eine Bauzeit besitzen, werden um eine Stufe weiter gebaut. Dies wird analog zu den News mit einer Rotation um 90° im Uhrzeigersinn dargestellt.
  3. Income Step – Der Spieler erhält die Wahl, ob er sein Einkommen beziehen möchte oder ob er eine Karte vom Zugstapel ziehen will.
2. Draw Phase – Der Spieler zieht nun eine Karte von Zugstapel. Muss er von einem leeren Stapel ziehen, verliert er das Spiel.
3. Management Phase – Dies ist die Hauptphase des Spiels. Die meisten Aktionen finden hier statt. Der Spieler kann die folgenden Aktionen in beliebiger Menge und Reihenfolge ausführen:
  - Handkarten ausspielen.
  - Schiffe von einer Region in eine andere bewegen.
  - Schiffe ins Dock der Raumstation bewegen oder wieder heraus.
  - Regionen ausspielen.
  - Fähigkeiten von Karten ausführen.
4. Battle Phase – Wenn ein Spieler die Management Phase beendet hat und sich mindestens eines seiner Raumschiffe in einer gegnerischen Region befindet, beginnt eine Kampf-Phase. Es folgen so viele weitere Kampf-Phasen, bis die Kontrolle aller Regionen geklärt ist.
  1. Begin Step – Verschiedene Fähigkeiten können in diesem Schritt eingesetzt werden. Unter anderem können sich Kamikaze-Schiffe in diesem Schritt opfern, um einem anderen Schiff oder Sternenbasis Schaden zuzufügen.
  2. Withdraw Step – Nachdem Schiffe im Hinterhalt ihren Schaden verursacht haben, darf jeder beteiligte Spieler eine beliebige Anzahl seiner Schiffe zurückziehen.
  3. Targeting Step – Die Spieler können nun jedem ihrer Schiffe ein Ziel zuweisen, auf das geschossen werden soll. Schiffe können in der Regel von mehreren Schiffen anvisiert werden und einige Schiffe können auch mehrere Schiffe anvisieren.
  4. Damage Dealing Step – Alle Schiffe feuern nun gleichzeitig auf ihre Ziele. Schiffe, die mehr oder gleich viel Schaden erhalten wie ihre Schildstärke, sind zerstört und landen auf dem Abwurfstapel.
  5. Result Step – Findet der Kampf in einer Heimatregion statt, fügen nun alle überlebenden Angreifer der Sternenbasis schaden zu. Schaffen sie es mehr oder gleich viel Schaden zu verursachen wie die Sternenbasis Schilde hat, ist sie zerstört und der Verteidiger hat das Spiel verloren. Ansonsten wird gemäß den Regeln entschieden ob noch eine weitere Kampfrunde zu folgen hat.
5. End Step – Hat der Spieler mehr als sieben Karten in der Hand, muss er nun alle überzähligen Karten abwerfen und sein Zug ist damit beendet.

## Spielergemeinschaft
Besonders an EVE: The Second Genesis ist die von CCP Games bekannte gute Einbindung der Spielergemeinschaft. Auf der offiziellen Webseite konnten Vorschläge für neue Karten oder Konzepte eingereicht werden und über bestehende Regeln, Karten und Mechanismen diskutiert werden.

### Online spielen
Ein paar Spieler arbeiteten sogar daran ein Computerprogramm zu entwickeln mit dem EVE: The Second Genesis über das Internet gespielt werden hätte können. Schon seit einiger Zeit existiert ein Fan-Patch der das Online-Spiel über ein relativ generisches Programm namens OCTGN erlaubt. Dieser konnte zusammen mit einer kurzen Anleitung auf der offiziellen Seite bezogen werden.